# Memorial Berlín Hohenschönhausen

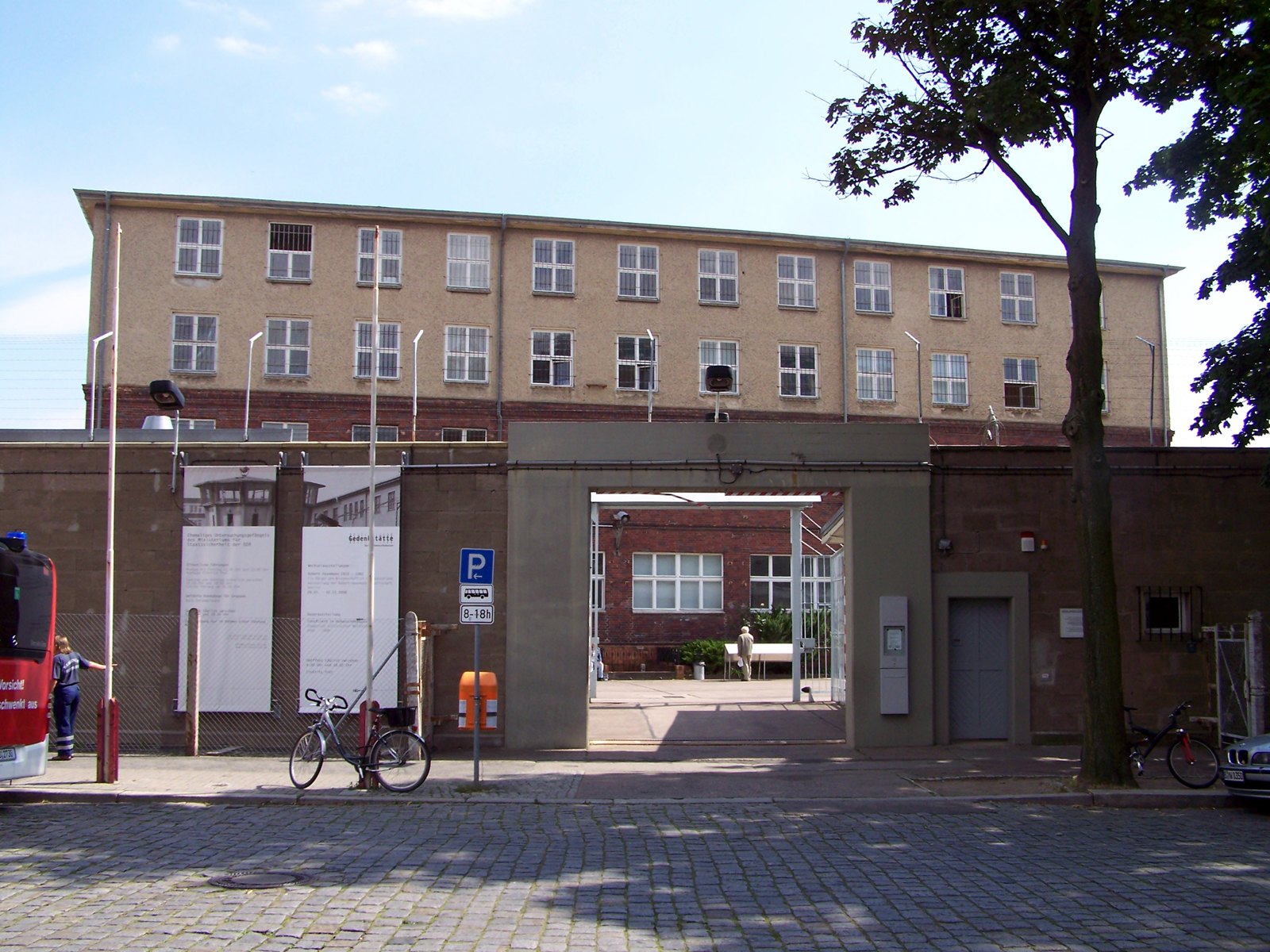
Entrada al Memorial Berlín Hohenschönhausen.

Al Memorial Berlín-Hohenschönhausen pertenecen en la actualidad las instalaciones de la antigua Prisión Central de la Seguridad del Estado (Stasi) de la República Democrática Alemana. Fue un centro de represión política en funcionamiento desde 1951 hasta 1989, ubicado en el barrio Alt Hohenschönhausen en la ciudad de Berlín. En esta prisión fueron detenidos y torturados física y psicológicamente desde reconocidos presos políticos hasta simples ciudadanos que intentaban escapar hacia la Alemania Occidental y eran capturados. Justo a ella se levanta hoy día un monumento en homenaje y recuerdo de las víctimas durante el régimen socialista de Alemania Oriental. Los edificios del antiguo centro de detención fueron convertidos en 1992 en el memorial que hoy abre sus puertas al visitante interesado en este importante momento en la historia del siglo XX.

## Objetivos
El monumento tiene la obligación legal de investigar y difundir el conocimiento de la historia de esta antigua prisión, de promover exposiciones, eventos y publicaciones relacionados con el tema, así como fomentar la reflexión sobre las formas y consecuencias de la persecución y represión política en el período del gobierno socialista en Alemania (1945-1989). Gracias a que gran parte de los edificios y equipos se han conservado casi intactos, el Memorial Berlín-Hohenschönhausen proporciona una imagen muy auténtica de cómo era el sistema de prisión política en la República Democrática Alemana (DDR). Por su ubicación en la capital federal, es el lugar más importante de homenaje a la memoria de las víctimas durante el gobierno socialista en Alemania.

## Historia

### Zona industrial
El terreno donde actualmente se encuentra el Memorial Berlín-Hohenschönhausen perteneció a la Fábrica de Maquinaria Pesada Heike hasta 1938. Poco después, en 1939, la asociación conocida como Nationalsozialistische Volkswohlfahrt  (NSV, Asociación de Bienestar Popular Nacional Socialista) adquirió la propiedad del lugar y construyó allí un edificio de ladrillos de dos plantas que albergaba una gran cocina. Cerca de la cocina se encontraba durante la Segunda Guerra Mundial un campamento de prisioneros de guerra y personas condenadas a trabajos forzados.

### Campamento Especial Nr. 3

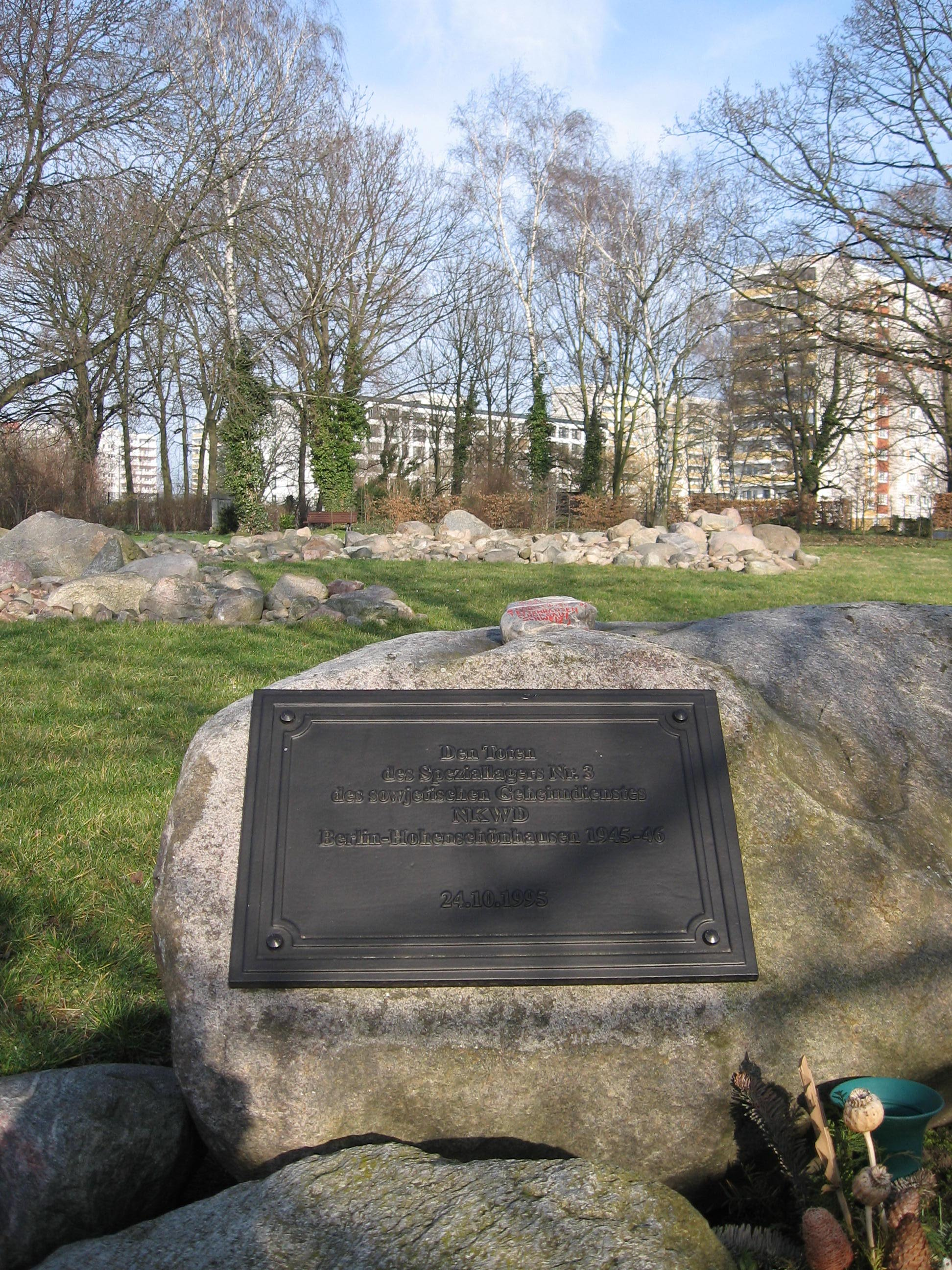
Piedra conmemorativa en memoria a las Víctimas del Campamento Especial Nr.3

En mayo de 1945, la NKVD soviética (Comisariado del Pueblo de Moscú para Asuntos Internos) se hizo cargo del campo de prisioneros y de la gran cocina, donde se instaló un campamento especial, el N º 3 de diez campamentos que existieron en el territorio alemán ocupado por las fuerzas soviéticas.
En esta prisión, que tenía una capacidad máxima de 4000 a 5000 prisioneros, se concentraban regularmente una media de 1800 internos, y al ser consideraba una prisión de tránsito, por sus celdas pasaron más de 20 000 presos políticos o personas sospechosas de no estar de acuerdo con la ideología socialista, que luego fueron enviadas a otros campos de concentración soviéticos. Los arrestados en esta prisión eran considerados "elementos hostiles", entre ellos exmiembros activos del Partido Nazi o espías de la Gestapo, supuestos terroristas, operadores de estaciones ilegales de radio, dueños de imprentas ilegales, editores de periódicos y revistas, escritores, quienes habían publicado escritos considerados «antisoviéticos», así como jóvenes sospechosos de haber pertenecido a las juventudes hitlerianas. Junto a los alemanes se encontraban en esta prisión internos obligados a realizar trabajos forzados provenientes de otros países (rusos, polacos, ucranianos, estonios, letones, checos, etc.). El Campamento Especial Nr. 3 dejó de funcionar en octubre de 1946. Los detenidos fueron trasladados a los antiguos campos de concentración nazis en Sachsenhausen y Buchenwald, que las fuerzas de ocupación rusa siguieron utilizando contra sus enemigos reales o contra toda persona sospechosa de serlo.
Desde las instalaciones de la calle Genlerstraße donde actualmente se levanta el Memorial, el mando de las fuerzas de ocupación soviética controlaban los diez campamentos que existieron en el territorio alemán ocupado por las fuerzas soviéticas. De los 20 000 reclusos que pasaron por el Campamento Especial Nr. 3, se estima que 3000 personas murieron. En homenaje a su memoria, en el cementerio de las calles Gärtnerstraße / Ferdinand-Schultze-Straße fue colocada una piedra-monumento conmemorativa.

### Prisión Central de la Policía Política Soviética

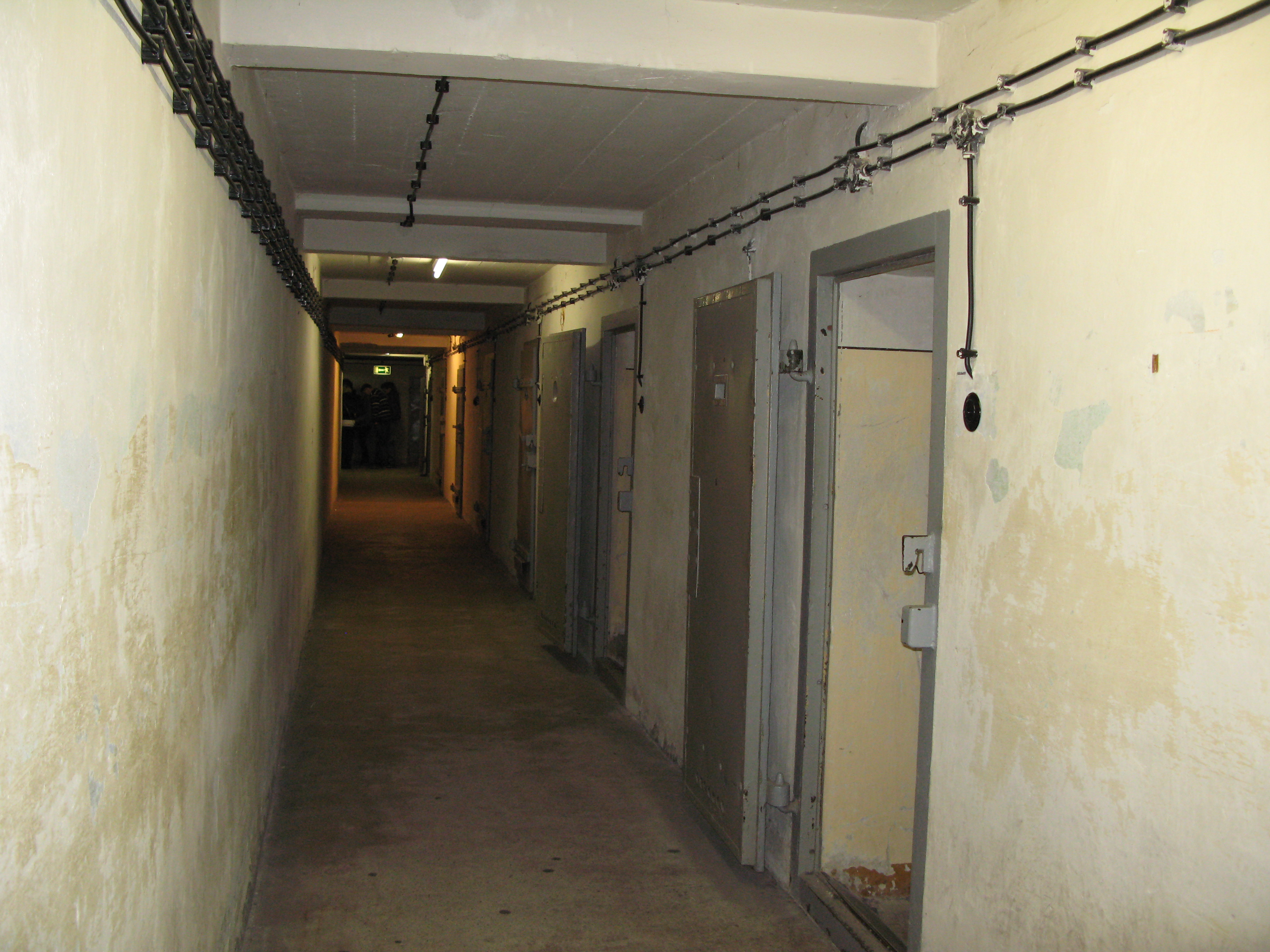
Celda solitaria en el viejo complejo de celdas conocido como "El Submarino".

En el Campamento Especial 3 en Berlín-Hohenschönhausen las fuerzas de ocupación soviéticas establecieron entre finales de 1946 e inicio de 1947 su prisión preventiva central en Alemania. Los propios prisioneros tuvieron que construir en un ala de la antigua cantina un búnker con 60 celdas sin ventanas. Dicho búnker-prisión fue conocido como “El Submarino”. Las celdas, húmedas y frías, estaban equipadas solamente con un catre de madera y un cubo para los excrementos. Día y noche permanecía encendida una bombilla. Los interrogatorios se realizaban principalmente en la noche y se solían efectuar por medio de amenazas y violencia física. Numerosos de los ex detenidos informaron posteriormente que durante su estancia en el lugar se vieron forzados a confesar, entre otras torturas, debido a la falta de sueño, a la obligación de permanecer de pie durante horas en las celdas de castigo, o por el encierro durante días en las celdas de agua. Entre los detenidos, además de personas sospechosas de tener filiación nazi, se encontraban otros presuntos opositores políticos: miembros de partidos democráticos como el SPD, CDU y los demócratas liberales, pero también comunistas y oficiales soviéticos, que se consideraba se habían apartado de la línea correcta. Gran parte de ellos fueron condenados posteriormente por los tribunales militares soviéticos a largas penas de trabajos forzados. La mayoría de estos prisioneros, después de la caída de la dictadura del Partido Socialista Unificado de Alemania, presentó una solicitud de rehabilitación que, tras ser analizada, confirmó la injusticia perpetrada contra estas personas que en realidad eran inocentes. Por solo poner un ejemplo, se puede mencionar el caso de Erika Riemann, quien a pesar de tener sólo 14 años de edad, fue detenida y cumplió prisión desde 1945 hasta 1954 en las prisiones soviéticas y de Alemania del Este, debido a que había pintado un cartel de Stalin con un lápiz de labios.

### Prisión Central de la Stasi (1951–1989)

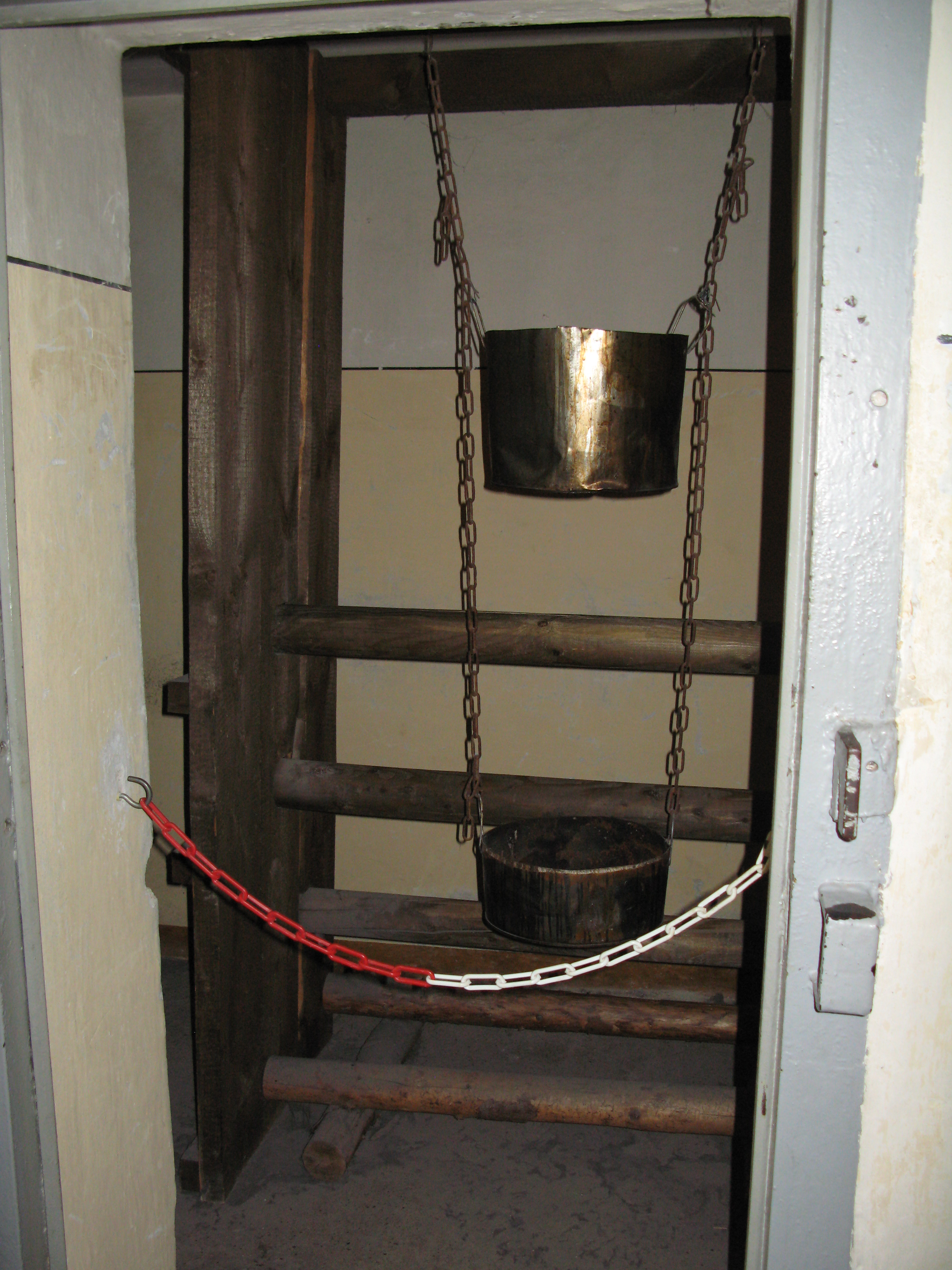
Gracias a un testigo se supo de la existencia de las Celdas de Agua, que habían sido construidas por la policía política soviética en 1947.

En 1951, el recién creado Ministerio para la Seguridad del Estado tomó posesión de las instalaciones de la prisión de Hohenschönhausen y comenzó a utilizar también el área conocida como «El Submarino». Durante los años siguientes, se construyeron ventanas de cristal en unas pocas celdas y después de diez años se pasa a darles uso  uso como almacén, en tanto los prisioneros se trasladan al nuevo edificio que fue construido en 1961.
A finales de 1950, los prisioneros fueron obligados a construir un nuevo edificio con cerca de 200 celdas y salas de interrogatorio, que sustituyó a la prisión antigua (El Submarino) como principal centro de detención. Después de la construcción del muro de Berlín, el 13 de agosto de 1961, se comenzó a encerrar en Hohenschönhausen sobre todo a personas que querían huir o emigrar de la República Democrática Alemana. Críticos de la gestión política del Partido Socialista Unificado de Alemania, como el disidente Rudolf Bahro, el escritor Jürgen Fuchs, el activista de derechos civiles Bärbel Bohley, fueron encarcelados en la nueva prisión. La tortura física como método para alcanzar la confesión de los prisioneros fue abolida en la mayoría de los países socialistas después de la muerte de Stalin en 1953. Justo en esa década, la República Democrática Alemana había solicitado el reconocimiento internacional y los dirigentes del Partido Socialista Unificado Alemán sabían que las víctimas de tortura podrían tener un impacto negativo en la percepción pública internacional, por lo cual se optó por la eliminación de la violencia física contra los prisioneros. De ese modo,  la represión física empleada como método común en las cárceles de la RDA en la década de 1950 fue reemplazada a partir de los años 60 por sofisticados métodos psicológicos de la tortura. Se les dejaba deliberadamente sin información sobre el lugar en el cual estaban detenidos; se les hacía sentir sistemáticamente que sus vidas estaban bajo el control absoluto de un Estado Todopoderoso; se les impedía cualquier tipo de contacto con el mundo exterior e incluso con el resto de los prisioneros y un numeroso elenco de interrogadores (científicos especializados en las artes psicológicas para el interrogatorio) los interrogaban durante meses enteros, con el fin de «persuadirlos» para que ofrecieran declaraciones incriminatorias o delaciones.

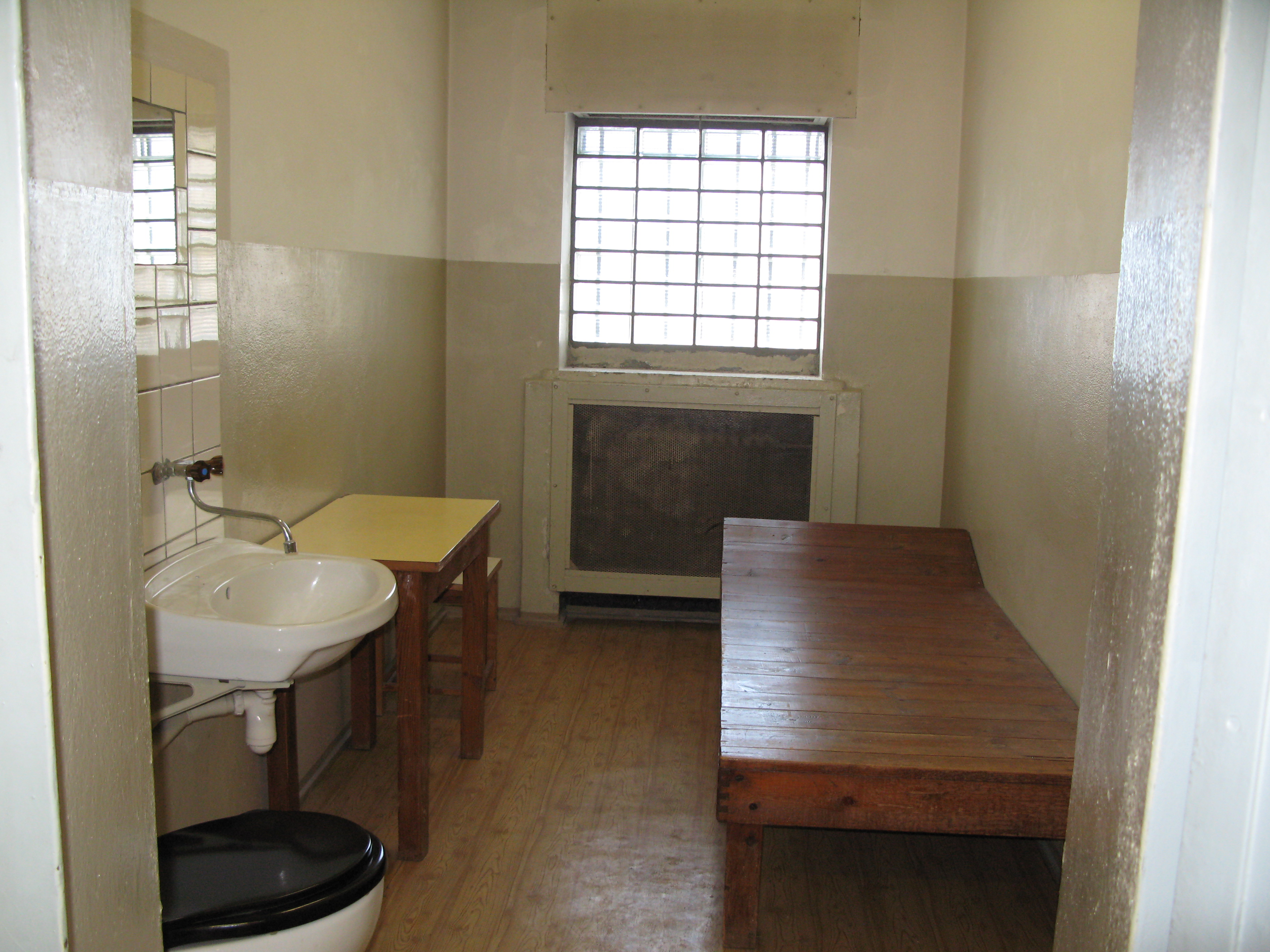
Pequeña celda en el nuevo edificio.

En una de sus numerosas denuncias sobre la vida en la prisión de Hohenschönhausen, el escritor y sicólogo Jurgen Fuchs describe algunas de estas estrategias de tortura psicológica:  en una ocasión se le permitió recibir la visita de su esposa y después de la reunión, uno de los guardias le dijo, fingiendo complicidad: «Tal vez podríamos conseguir que su hijo viniera aquí a hacerle compañía». Otro ejemplo: Durante los interrogatorios y los procedimientos de toma de huellas dactilares, los prisioneros eran sometidos a presiones psicológicas obligándolos a permanecer sentados por varias horas sin hacerles saber de qué se les acusaba o por qué razón habían sido detenidos. Además, en presencia de los prisioneros mientras se les interrogaban se «recibían de pronto» falsas llamadas telefónicas comunicando noticias desgarradoras como, por ejemplo, la muerte en condiciones terribles de familiares tan cercanos como los padres o los hijos del interrogado.
Todo comenzaba desde el traslado hacia la prisión: las camionetas que por fuera parecían destinadas a transporte para alimentos, por dentro tenían cuatro o cinco pequeñas celdas donde el prisionero era encerrado y permanecía horas enteras allí, sentado, sin poder moverse ni ver la luz. Luego de un recorrido por la ciudad, se les conducía directamente al bloque de celdas. Cada celda disponía de una ventana hecha con ladrillos de vidrio que permitía la entrada de luz pero impedía que el prisionero pudiera ver hacia el exterior. Durante los interrogatorios en las salas destinadas a esos fines, las puertas y las cortinas permanecían absolutamente cerradas. Numerosos dispositivos técnicos impedían también que los presos pudieron encontrarse por casualidad en los pasillos o en otras áreas, de modo que, como sucedió mucho, fueron encerrados allí matrimonios sin que ninguno de los dos miembros de la pareja supiera que el otro estaba quizás en la celda de al lado.
Alrededor de la prisión, ubicada en la calle Genslerstraße, en Berlín, se ubicaron también las unidades de servicios centrales relacionadas con las investigaciones penales y cárceles, tales como los departamentos IX y X de la Stasi, que estaban directamente subordinados al ministro de la Seguridad del Estado, Erich Mielke. Desde este emplazamiento el gobierno comunista alemán controlaba todos los departamentos de investigación y las cárceles en los 15 distritos en los que se dividió la Alemania del Este. El lugar era, además, una especie de punto central de la represión comunista en Alemania.
El centro de detención estaba en una zona militar restringida, que se cerró herméticamente al mundo exterior. El área no estaba marcada en los mapas de Berlín del Este, pero allí radicaban otras importantes unidades al servicio de la Stasi: el Sector Técnico-Operativo (OTS, responsable de la construcción de dispositivos de escucha de alta tecnología); el Departamento IX/11 con su Archivo Secreto sobre el Nacionalsocialismo, así como parte del Servicio Central de Espionaje. Justo al lado de la prisión, se encontraba hasta 1974, el campo de trabajo "X", en el cual los prisioneros ya condenados por la Seguridad del Estado tenían que realizar trabajos forzados.

## Revolución pacífica de 1989
El 17 de noviembre de 1989, durante el Gobierno de transición encabezado por Hans Modrow, la Stasi se convirtió en la Oficina de Seguridad Nacional (AFNS). El 14 de diciembre, el Consejo de Ministros, ante la presión popular y la influencia de la Mesa Redonda Central (iniciativa para el control democrático de la unificación alemana), ordenó el cierre tanto de la Oficina de Seguridad Nacional (AFSN) como de las prisiones a su cargo. Los últimos prisioneros fueron liberados en la primavera de 1990. La prisión de Hohenschönhausen fue oficialmente cerrada el 2 de octubre de 1990 y entregada a la Administración de Justicia de Berlín Occidental.

## El memorial
Después de la caída del muro de Berlín los edificios y las instalaciones de la prisión se mantuvieron en gran medida en su estado original. En 1994 se establece en la antigua prisión un Memorial, cuya tipicidad radica en que antiguos prisioneros son quienes guían a los visitantes a través de los diferentes edificios. El memorial acerca al visitante a la historia del lugar en particular y de la represión comunista entre 1951 y 1989 mediante documentos originales y a través de los testimonios de los testigos y continúa un minucioso proceso de investigación para confirmar otros sucesos ocurridos en la prisión, así como algunas técnicas de tortura de las cuales sólo se tienen evidencias orales como, por ejemplo, las torturas en las celdas de agua.
Desde el año 2001, el director del monumento es el historiador Hubertus Knabe y el director adjunto es el escritor y periodista Helmuth Fraundorfer. El 14 de marzo de 2006 antiguos altos oficiales de la Stasi y funcionarios, tales como Wolfgang Schwanitz y el exdirector Siegfried Rataizick, aprovecharon un acto en el Memorial para cuestionar la verdad contada por numerosos prisioneros de la Stasi acerca de las violaciones a los derechos humanos que se cometieron en la prisión. El incidente derivó en un gran revuelo en las esferas política y pública, en particular debido a que el senador de cultura Thomas Flierl no puso ninguna objeción a lo sucedido. No obstante, la Cámara de Representantes de Berlín rechazó las declaraciones de los antiguos miembros de la Stasi. El presidente de dicha cámara, Walter Momper, dejó claro su apoyo a las asociaciones de víctimas y al Memorial Berlín Hohenschönhausen y criticó duramente a los exoficiales de la Stasi responsables del incidente.
El 21 de julio de 2006 fueron colocados en el Memorial Berlín-Hohenschönhausen cuatro paneles en recuerdo de las «víctimas de la dictadura comunista». En la primavera de 2009, el monumento fue declarado «Sitio Conmemorativo Especial 2009» de la Iniciativa «Alemania-Tierra de las Ideas». Además de otras destacadas personalidades políticas y culturales reconocidas nacional e internacionalmente, el 5 de mayo de 2009, el Memorial Berlín-Hohenschönhausen recibió la visita de la canciller Federal, Angela Merkel, quien, en homenaje a las víctimas de la durante el gobierno socialista, colocó una ofrenda floral en el patio central de la instalación.